# Refugio de Bachimaña Alto
El Refugio de Bachimaña Alto, es un pequeño refugio forestal no guardado en el término municipal de Panticosa a 2.225 m de altitud. Tiene una capacidad para 8 plazas sin literas y sin ningún tipo de servicios. Está situado al margen izquierdo del Ibón de Bachimaña Alto y rodeado por un conjunto de circos glaciares, y de gran cantidad de ibones y grandes cumbres. Es titularidad de EISA.

Administrativamente está situado dentro del término municipal de Panticosa, en la comarca del Alto Gállego, en la provincia de Huesca en la Comunidad Autónoma de Aragón.

## Actividades
Es punto de partida de muchas excursiones y senderismo por el GR 11, travesías a Bramatuero, Valle del Ara, valles de Gaube, Circo de Pedrafita y Sallent de Gállego, y ascensiones a Marcadau (Muga norte de 2.676 m y Muga sur a 2.727 m), Punta Zarre, Grande Aratille, Batanes, Xuans, Tebarrai, y a cumbres de más tres mil metros como los Infierno occidental, oriental y central, el Grande Facha o el Garmo Blanco. En invierno se pueden realizar recorridos y ascensiones con esquíes de montaña. Se puede combinar con el refugio de los Ibons de Bachimaña y el refugio de Respomuso.